# Zubří (přírodní památka)
Zubří je přírodní památka v severní části obce Zubří v okrese Vsetín. Oblast spravuje AOPK ČR Správa CHKO Beskydy. Důvodem ochrany je lokalita šafránu Heuffelova (Crocus heuffelianus).

## Galerie

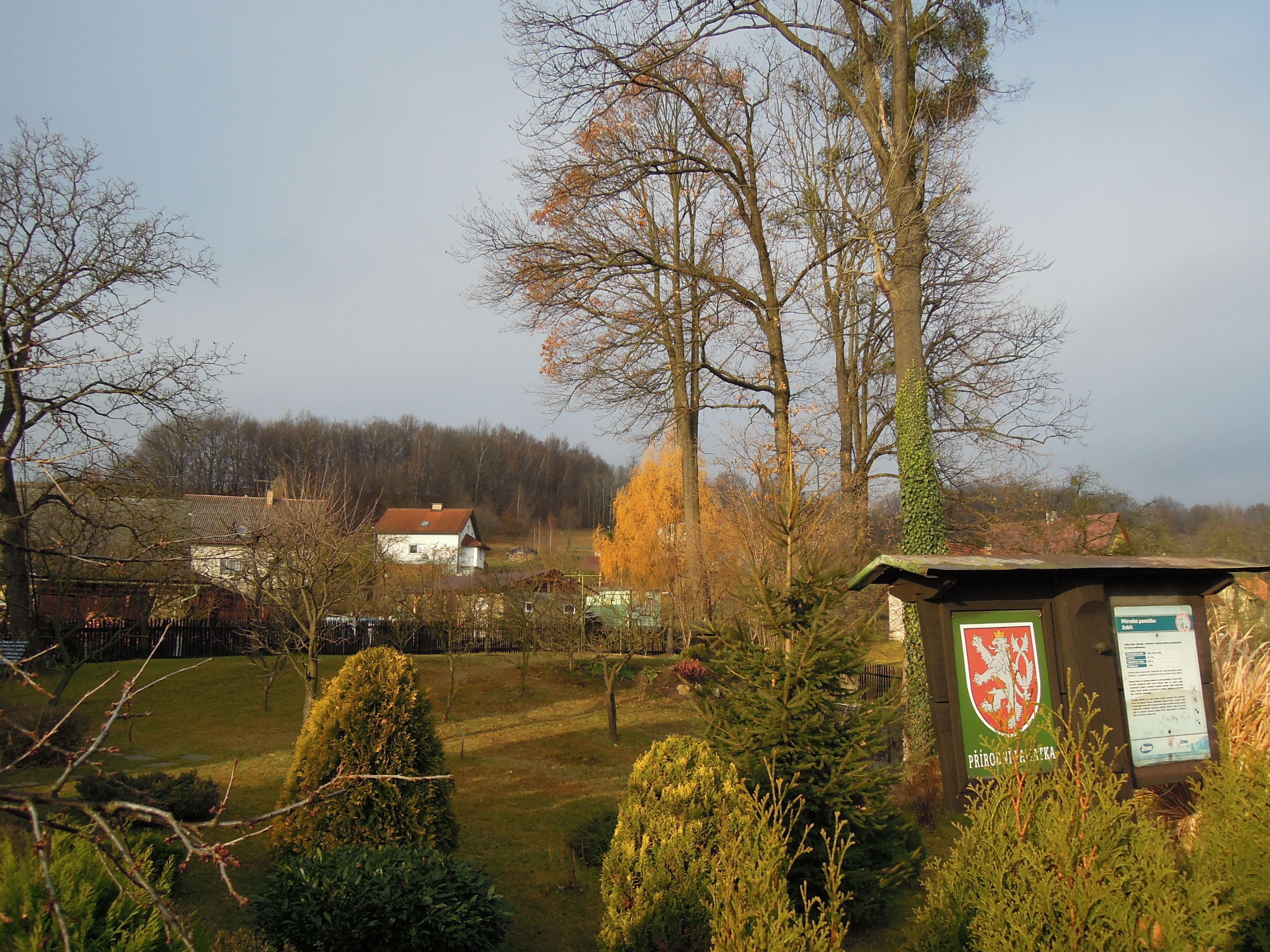
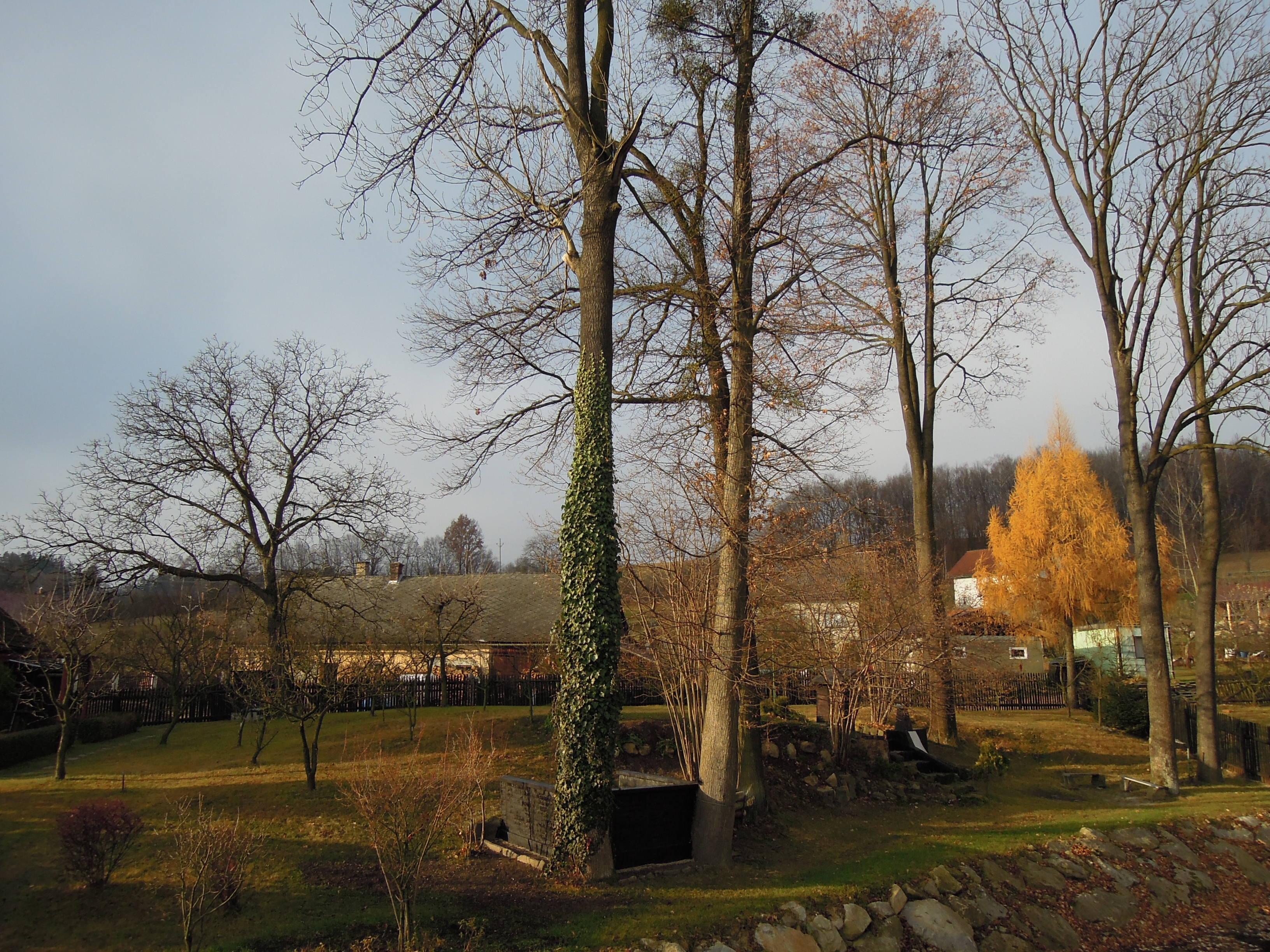
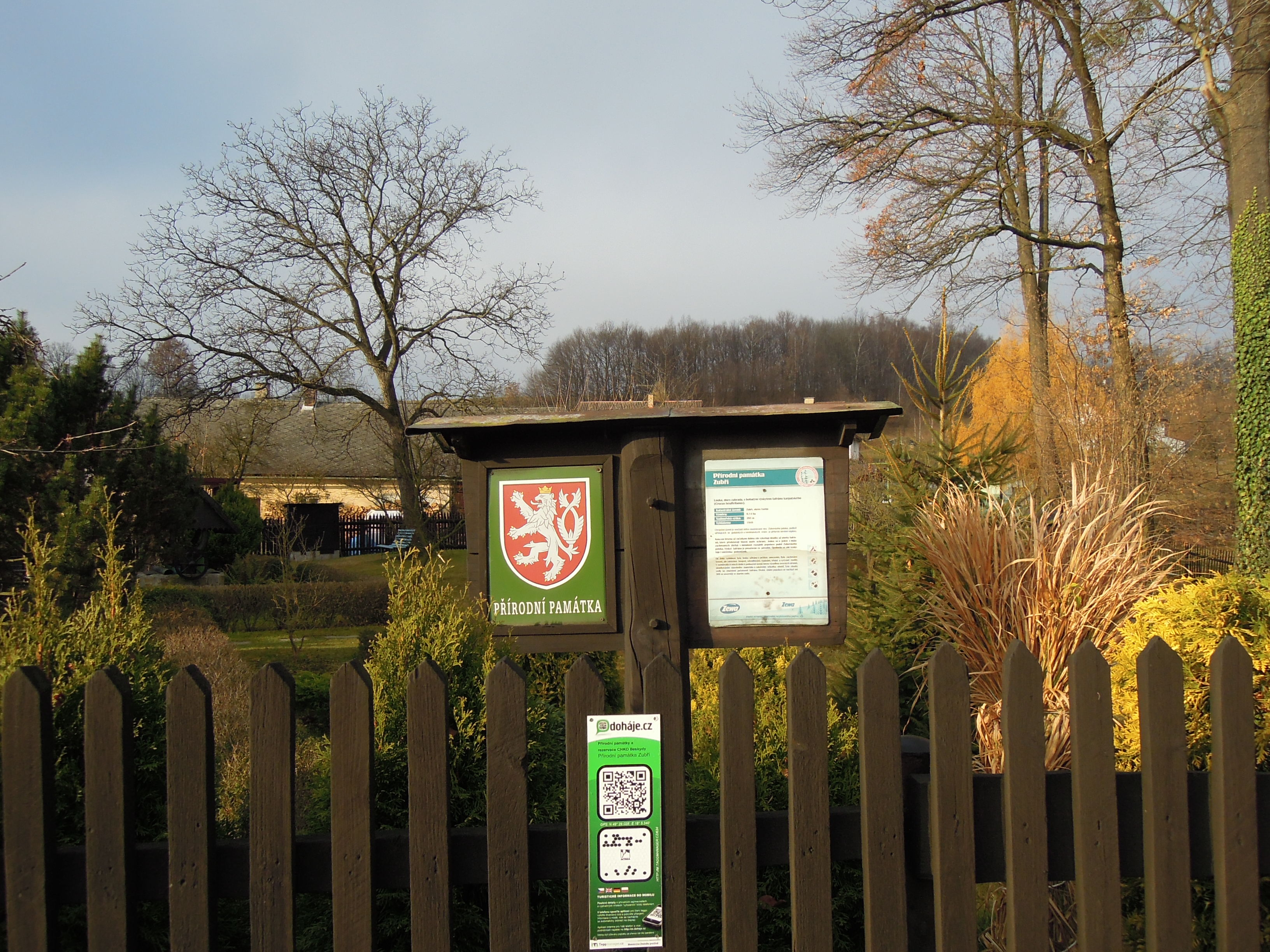